# Thomas Hancock
Thomas Hancock (* 8. Mai 1786 in Marlborough (Wiltshire); † 26. März 1865 in London) war ein britischer Erfinder und gilt als Gründer der britischen Gummiindustrie.

## Leben
Thomas Hancock erhielt 1820 ein erstes Kautschuk-Patent für die Herstellung „elastischer Bänder und Gewebe durch die Einfädelung feiner Rohgummischnüre in textiles Gewerbe“. Im Londoner Stadtteil Goswell Road errichtete er eine kleine Fabrik und begann mit der Herstellung u. a. von Hosenträgern. Da die Kautschukfäden aus großen Ballen geschnitten wurden, entstand erheblicher und unrentabler Kautschukabfall. Hancock erfand eine Methode, die Reste zu zerkleinern und unter Druck und Hitze zu größeren Klumpen zusammenzufügen. Die erste handbetriebene Apparatur von 1821
hatte ein Fassungsvermögen von 4,5 kg. Eine größere Maschine, die er „Masticator“ nannte und von Pferden angetrieben wurde, hatte bereits ein Volumen von 82 bis 90 kg. 1822 brachte Hancock Gummischläuche heraus und 1825 erwarb er eine Lizenz von Charles Macintosh für die Herstellung des gleichnamigen Regenmantels. 1827 stellte Hancock Feuerwehrschläuche her, die sich bei einem Großbrand in London bewährten. 1830 fusionierte Hancock mit Macintosh zu Chas. Macintosh & Co. Thomas Hancock entdeckte 1843 die Hartgummi-Vulkanisation und nahm die Fabrikation von verschiedenen Artikeln auf, für die er Formen erstellte. 1845 stellte er den ersten Vollgummireifen für Pferdekutschen her. Charles Goodyear, dessen US-Patent 3633 zwar erst am 15. Juni 1844 eingetragen wurde, entsprach jedoch dem britischen Patent von Thomas Hancock vom 21. November 1843. Infolgedessen gab es Patentstreitigkeiten zwischen Goodyear und Hancock, die vor Gericht ausgetragen wurde. Goodyear warf Hancock vor, seine Methode kopiert zu haben (Hancock besaß offensichtlich eine Probe von Goodyear), während Hancock angab, dass er die Methode der Vulkanisation durch langwierige Laborexperimente herausfand. Goodyear verlor 1851 den Prozess gegen Hancock.
1828 übernahmen Rattier und Guibal in Paris, die sich bislang mit der Fertigung von Textilien nach der Methode von Johann Nepomuk Reithoffer befassten, das Verfahren von Hancock zur Fertigung wasserdichter Kleider. Macintoshs Nichte, Miss Barker, heiratete Edouard Daubrée, der 1832 in Clermont-Ferrand (Frankreich) die Gummifabrik Barbier & Daubrée gründete. Deren Enkel waren die Brüder Édouard und André Michelin.